# Andrés lee i escribe
Andrés lee i escribe es una película chilena de 2016, dirigida por Daniel Peralta, protagonizada por Fernando Mena, María Gracia Omegna, Alex Quevedo, Paulina Moreno, Nicolás Bosman, Ana Burgos, Gianfranco Bosisio, Leo Quinteros, Naldy Hernández y Antonio Márquez, junto con música de Diego Peralta.

## Sinopsis
Andrés Centeno, joven operario de una fábrica, pasa sus noches desvelado en largas jornadas de trabajo, dejándolo en un constante estado de somnolencia. Andrés ha perdido su rumbo y olvidado sus sueños de adolescencia. A través del reencuentro con un trozo de su propia historia de vida -en el tropiezo de un tiempo encapsulado y lleno de ilusiones- se dará cuenta que aunque no ha tomado las decisiones correctas, aún está a tiempo de enmendarse; acompañado por una nueva amistad que lo alentará a seguir adelante.

## Reparto
- Fernando Mena como Andrés Centeno.
- María Gracia Omegna como Dominga.
- Alex Quevedo como Ramiro.
- Paulina Moreno como Karina.
- Nicolás Bosman como Ignacio.
- Ana Burgos como Pascuala.
- Gianfranco Bosisio como Benjamín.
- Leo Quinteros como Nico.
- Naldy Hernández como Mamá Andrés.
- Antonio Márquez como Profesor.

## Premios
- Mención Especial del Jurado, Santiago Festival Internacional de Cine, Competencia Cine Chileno, Chile, 2016
- Mención Especial del Jurado, Noida International Film Festival, India, 2017.
- Mejor Película, Craft Film Festival Barcelona, España 2017
- Mejor Película Drama, Stockholm Independent Film Festival, Suecia 2017
- Mención Especial del Jurado, Labor international film festival- Buenos Aires, Argentina, 2018